# 八日目
『八日目』（ようかめ、原題: Le huitième jour）は、ジャコ・ヴァン・ドルマル監督が1996年に製作したフランスの映画。

## 概要
エリートサラリーマンのアリーがダウン症の青年ジョルジュとの交流により、友情や家族の大切さを知るファンタジー要素を含んだドラマ。監督は「トト・ザ・ヒーロー」でカンヌ国際映画祭で新人監督賞を受賞したジャコ・ヴァン・ドルマル。ダウン症の青年ジョルジュは実際にダウン症患者であるパスカル・デュケンヌが演じ、ダニエル・オートゥイユとともに1996年の第49回カンヌ国際映画祭で男優賞を受賞した。

## キャスト
- アリー - ダニエル・オートゥイユ（日本語吹替：佐々木勝彦）
- ジョルジュ - パスカル・デュケンヌ（フランス語版）（日本語吹替：村治学）
- ジュリー - ミュウ＝ミュウ（日本語吹替：小野洋子）
- 重役 - アンリ・ガルサン（フランス語版）
- ジョルジュの母 - イザベル・サドヤン（フランス語版）（日本語吹替：山本与志恵）
- ナタリー - ミシェル・メエ（日本語吹替：片岡身江）
- ルイス・マリアーノ - ラズロ・アルマティ
- アリス - アリス・ヴァン・ドルマル
- ジュリエット - ジュリエット・ヴァン・ドルマル

## その他
- アリーの娘役のアリスとジュリエットは監督の実の娘である。